# Kwartalnik Historyczny na Wschodzie
Kwartalnik Historyczny na Wschodzie − polskie naukowe czasopismo historyczne ukazujęce się w latach 1944–1947 na Bliskim Wschodzie w Jerozolimie a później w Wielkiej Brytanii. 
Ukazało się 6 zeszytów. Inicjatorami pisma byli: Jan Adamus i Walerian Charkiewicz. Współpracownikami periodyku byli: Oskar Halecki, ksiądz Kamil Kantak, Stanisław Kościałkowski, Łukasz Kurdybacha, Tadeusz Wałek-Czernecki. Po przeniesieniu do Anglii pismo przestało się ukazywać. W pewnej formie jego kontynuacją były "Teki Historyczne". 